# سد پروسرپینا
سد پروسرپینا (انگلیسی: Proserpina Dam) یک سد ثقلی رومی است که برای تأمین آب کلونیای آگوستا امریتا — شهر کنونی مریدا در اسپانیا — ساخته شد. این شهر پایتخت استان رومی لوسیتانیا بود. این سد در سدهٔ یکم تا دوم میلادی ساخته شد و بخشی از زیرساخت‌هایی بود که از طریق آب‌گذر آکوئدوکتو دِ لُس میلاگروس آب را به شهر می‌رساند. پس از سقوط امپراتوری روم، آب‌گذر رو به ویرانی رفت، اما سد خاکی با دیوار نگهدارنده‌اش هنوز هم در حال استفاده است.
امروزه، این سد به همراه بقایای آب‌گذر، بخشی از مجموعهٔ باستان‌شناسی مریدا محسوب می‌شود؛ محوطه‌ای که از بزرگ‌ترین و گسترده‌ترین سایت‌های باستانی اسپانیا است و در سال ۱۹۹۳ توسط یونسکو به‌عنوان میراث جهانی به ثبت رسیده است.